# Andrij Matwejew
Andrij Iwanowycz Matwejew (ukr. Андрій Іванович Матвеєв; ur. 6 maja 1981) – ukraiński piłkarz, grający na pozycji pomocnika, a wcześniej napastnika.

## Kariera piłkarska

### Kariera klubowa
Wychowanek Dnipra Dniepropetrowsk, w którym rozpoczął karierę piłkarską. Występował najpierw w składzie drugiej drużyny, a 26 maja 1998 debiutował w Wyszczej lidze w meczu z Tawriją Symferopol (1:1). W sezonie 2003/04 bronił barw Podilla Chmielnicki. Latem 2004 przeszedł do Tytana Armiańsk, a w 2006 do Hirnyka Krzywy Róg. We wrześniu 2007 grał w klubie Hazowyk-ChHW Charków. Od 2008 występował w amatorskich zespołach Dniepropetrowska, m.in. Awio, Ałan, Industrija.

### Kariera reprezentacyjna
Na juniorskich Mistrzostwach Europy U-18 rozgrywanych w 2000 roku w Niemczech występował w reprezentacji Ukrainy.

## Sukcesy i odznaczenia

### Sukcesy klubowe
- brązowy medalista Mistrzostw Ukrainy: 2001

### Sukcesy reprezentacyjne
- wicemistrz Europy U-18: 2000